# Einar Améen
Einar Louis Améen, (Estocolmo, Suecia, 21 de mayo de 1901 -  Uppsala, Suecia, 9 de agosto de 1996) fue un ingeniero y empresario sueco.
Einar Améen, hijo del consejero de justicia Louis Améen y Anna, de soltera Sjöcrona, se graduó como ingeniero civil en 1926 en el Real Instituto de Tecnología. Trabajó en Norsk staal en Trondheim en 1926, en Uddeholms AB de 1926 a 1940, y fue jefe de planta en Söderfors bruk de 1940 a 1947. De 1947 a 1966, fue director gerente en Surahammars Bruks AB. En 1960, fue elegido miembro de la Real Academia Sueca de Ciencias de la Ingeniería.
Fue padre de Louis Améen.[cita requerida]